# Zenodorus formosus
Zenodorus formosus is een spinnensoort in de taxonomische indeling van de springspinnen (Salticidae).
Het dier behoort tot het geslacht Zenodorus. De wetenschappelijke naam van de soort werd voor het eerst geldig gepubliceerd in 1899 door William Joseph Rainbow.